# Mattauch-Herzog-Förderpreis
Mit dem Mattauch-Herzog-Förderpreis werden herausragende Arbeiten der Massenspektrometrie gewürdigt. Er wird seit 1988 jährlich verliehen und ist mit 12.500 Euro dotiert. Benannt wurde der Preis nach Josef Mattauch und Richard Herzog, zwei Pionieren der Massenspektrometrie und Entwicklern des Mattauch-Herzog-Systems, das sie 1934 vorgestellt hatten und was bis heute Anwendung findet.

## Vergabe
Gestiftet wurde der Preis von Thermo Fisher Scientific, einem Hersteller von Massenspektrometern. Verliehen wird der Preis durch die Deutsche Gesellschaft für Massenspektrometrie (DGMS) und wird auf deren jährlich stattfindenden Konferenz vergeben.  In Ausnahmefällen kann der Preis und das Preisgeld zu gleichen Teilen an zwei Preisträger vergeben werden. Eine unabhängige Jury entscheidet über die Preisträger. Die Firma Thermo Fisher Scientific wird vertraulich über die Entscheidung informiert, stellt aber kein Jurymitglied. Im Rahmen der Preisverleihung wird von dieser Person ein wissenschaftlicher Vortrag über die ausgezeichnete Leistung gehalten.
Ausgezeichnet werden Forschungsarbeiten aus allen Bereichen der Massenspektrometrie, die einen signifikanten Fortschritt in der Methodenentwicklung, der Instrumentenentwicklung oder einer Anwendung darstellen, insbesondere in der organischen / biochemischen Analytik und der Element- und Isotopenanalytik. Bewerben können sich Forschende, die ihre Arbeiten in einem europäischen Land durchgeführt haben. Bewerbungen sollen in Deutsch oder Englisch eingereicht werden. Zum Zeitpunkt der Bewerbung soll das 40. Lebensjahr nicht überschritten sein. In Ausnahmefällen können auch mögliche Kandidaten vorgeschlagen werden.
Die Jury besteht aus sechs Experten aus verschiedenen Teilgebieten der Massenspektrometrie. Alle drei Jahre werden jeweils drei Mitglieder neu gewählt. Eine Juryvorsitzende wird unter den sechs Mitgliedern gewählt und entscheidet im Falle eines Stimmengleichstandes. Aktuelle Juryvorsitzende ist Andrea Sinz von der Martin-Luther-Universität Halle-Wittenberg.

## Preisträger
Eine ausführlichere Übersicht über die Preisträger ist auf der Website der DGMS verzeichnet.
| Jahr          | Preisträger          | Institut | Begründung |
| ------------- | -------------------- | --- | --- |
| 2024          | Fan Liu              | Leibniz-Forschungsinstitut für Molekulare Pharmakologie, Berlin                                                                        | für ihre Arbeiten zur Entwicklung von Hochdurchsatz-Protein-Crosslinking-Massenspektrometrie |
|               | Jonas Warneke        | Wilhelm-Ostwald-Institut, Universität Leipzig                                                                                          | für die Entwicklung von Wegen zur Synthese makroskopischer Mengen von neuen Substanzen durch Reaktion von massenspektrometrisch deponierten Ionen auf Oberflächen |
| 2023          | Sven Heiles          | Universität Duisburg-Essen und ISAS | für seine Arbeiten zur strukturellen und lokalen Differenzierung von Lipiden mittels massenspektrometrischer Methoden unter Verwendung von Licht-induzierten Derivatisierungs- und Fragmentierungsreaktionen                                                                        |
| 2022          | Charlotte Uetrecht   | Universität Siegen mit Sitz am CSSB sowie Assoziation an HPI und DESY                                                                  | für ihre Entwicklung massenspektrometrischer Methoden und Technologien und wichtige Fortschritte im Bereich der Weiterentwicklung der nativen Massenspektrometrie sowie der Kopplung von Massenspektrometrie und Röntgenbeugung                                                     |
| 2021          | Jens Soltwisch       | Universität Münster | für die Anerkennung wegweisender Arbeit zur Entwicklung und Anwendung der MALDI-2 Nachionisationsmethode |
| 2020          | Yulin Qi             | Tianjin University, China (ausgeführt wurde die ausgezeichnete an der HU Berlin)                                                       | für herausragende Errungenschaften bei der Entwicklung und Anwendung der FT-ICR-Massenspektrometrie |
| 2019          | Jürgen Hartler       | Technische Universität Graz | für seine Arbeit in der Bioinformatik angesiedelte Arbeit, mit einem Schwerpunkt der Softwareentwicklung auf der Dekonvolution von überlappenden Peaks in der LC-MS und die eindeutige Zuordnung von Doppelbindungspositionen aller Fettsäuren in Tandem-Massenspektren von Lipiden |
| 2018          | Carsten Engelhardt   | Universität Siegen | für Arbeiten zur ICP-MS einzelner Nanopartikel |
| 2017          | Stephan Rauschenbach | MPI Stuttgart | für Arbeiten zum Thema Elektrospray-Ionenstrahlabscheidung – Präparative Massenspektrometrie für molekulare Oberflächenforschung |
| 2016          | Kevin Pagel          | Freie Universität Berlin und Fritz-Haber Institut Berlin                                                                               | für Arbeiten zum Thema Charakterisierung von Oligosaccharid und Glykopeptid-Isomeren mittels Ionenmobilitäts-Massenspektrometrie |
| 2015          | Konrad Koszinowski   | Universität Göttingen | für Arbeiten zum Einsatz der ESI-MS zur Charakterisierung kurzlebiger Organo-Metall-Verbindungen |
| 2014          | Yuri A. Litvinov     | GSI Darmstadt | für Arbeiten zur zeitaufgelösten Schottky-Massenspektrometrie, mit der die Masse von exotischen Kernen ermittelt werden können |
| 2013          | Nicht verliehen      | | |
| 2012          | Andreas Römpp        | Universität Gießen | für seine umfassenden Beiträge zur Entwicklung des MALDI-Imagings |
| 2011          | Wolfgang R. Plaß     | Universität Gießen und GSI Darmstadt                                                                                                   | für seine Arbeiten zur Präzisionsmassenspektrometrie an sehr kurzlebigen exotischen Atomkernen und der Entwicklung eines Vielfach-Reflexions Flugzeitmassenspektrometers |
| 2010          | Nicht verliehen      | | |
| 2009          | Zoltán Takáts        | Universität Gießen | für seine Arbeiten zu Oberflächenionisationsmethoden |
| 2008          | Herbert Oberacher    | Institut für Gerichtliche Medizin der Universität Innsbruck                                                                            | für Arbeiten auf dem Gebiet der massenspektrometrischen Nuleinsäure-Analytik |
| 2007          | Jörg Bettmer         | Johannes-Gutenberg-Universität Mainz                                                                                                   | für seine massenspektrometrische Methodenentwicklung an der Schnittstelle Element-/Bioanalytik: Moderne Kopplungstechnik in den Life Sciences |
|               | Dirk Schaumlöffel    | CNRS, Centre Technologique Hélioparc, Pau/Frankreich                                                                                   | für seine instrumentelle und methodische Entwicklungen zur massenspektrometrischen element- und molekülspezifischen Analytik von Peptiden |
| 2006          | Christoph Schalley   | Freie Universität Berlin (Arbeit größtenteils an der Universität Bonn durchgeführt)                                                    | für seine umfassenden Arbeiten mit dem Titel massenspektrometrische Untersuchungen supramolekularer Systeme |
| 2005          | Klaus Baum           | Universität Mainz (Arbeit größtenteils am CERN in Genf durchgeführt)                                                                   | für seine Entwicklungsarbeiten zur Präzisionsmassenspektrometrie für fundamentale Studien, die die Erkennung und Unterscheidung kurzlebiger und isomerer Nuklide erlauben |
| 2004          | Andrea Sinz          | Universität Leipzig | für ihre Arbeiten über die Tertiärstrukturaufklärung von Proteinen mittels Cross-Linking und FT-ICR-MS |
| 1999 bis 2003 | Nicht vergeben       | | |
| 1998          | Ralf Falter          | ESWE-Institut für Wasserforschung und Wassertechnologie GmbH, Wiesbaden (Arbeit größtenteils an der Universität Bayreuth durchgeführt) | für seine Untersuchungen über die Massenspektrometrische Elementspeciesanalyse, insbesondere zur Artefaktbildung bei der Bestimmung von Methylquecksilber |
| 1997          | Detlef Schröder      | Institut für Organische Chemie der Technischen Universität Berlin                                                                      | für seine massenspektrometrischen Arbeiten zur Gasphasen-Oxidation von Kohlenwasserstoffen mit Übergangsmetalloxid-Ionen |
| 1996          | Matthias Mann        | European Molecular Biology Laboratory, Heidelberg                                                                                      | für seine methodisch richtungsweisenden Entwicklungsarbeiten, u. a. über hochempfindliches Sequenzieren von Proteinen mittels Tandem-MS (NanoElectrospray) |
| 1995          | Lutz Schweikhard     | Institut für Physik der Johannes-Gutenberg-Universität Mainz                                                                           | für seine Arbeiten auf den Gebieten FT-ICR und Metallclusterionen |
| 1994          | Nicht vergeben       | | |
| 1993          | Gerhard Gebauer      | Universität Bayreuth | für seine Arbeiten über neue Anwendungen der 15N/14N-Isotopenmassenspektrometrie in der Ökophysiologie der Pflanzen |
| 1992          | Ulrich Boesl         | Institut für Physikalische und Theoretische Chemie der Universität München                                                             | für seine Arbeiten zur Resonanten Laser-Massenspektromtrie |
| 1991          | Manfred Peter Irion  | Institut für Physikalische Chemie der Technischen Universität Darmstadt                                                                | für seine Arbeiten zur Chemie von Clusterionen |
| 1990          | Nicht vergeben       | | |
| 1989          | Jürgen Grotemeyer    | Institut für Physikalische und Theoretische Chemie der Technischen Universität München                                                 | für seine Untersuchungen auf dem Gebiet der Multiphotonenionisation |
|               | Michael Karas        | Institut für Medizinische Physik und Biophysik der Westfälischen Wilhelms-Universität Münster                                          | für seine Arbeiten zur Laserdesorption/Ionisation von Proteinen |
| 1988          | Dietmar Kuck         | Universität Bielefeld | für seine Arbeiten über Struktur und Reaktionsweise protonierter Aromaten in der Gasphase |
|               | Thomas Drewello      | Technische Universität Berlin | für seine mechanistischen Untersuchungen neutraler und ionischer organischer Metallverbindungen in der Gasphase |

## Mattauch-Herzog-Promotionspreis
Von 1991 bis 1998 wurde außerdem der Mattauch-Herzog-Promotionspreis vergeben.
| Jahr | Preisträgerin / Preisträger | Institut                                                                                            | Begründung |
| ---- | --------------------------- | --------------------------------------------------------------------------------------------------- | --- |
| 1998 | Bernhard Küster             | Glycobiology Institute der University of Oxford, United Kingdom                                     | für seine Dissertation (1997) “Studies towards the sequencing of oligosaccharides by mass spectrometry”                                                                      |
| 1997 | Wolfgang Kleinekofort       | Institut für Physikalische und Theoretische Chemie der Johann-Wolfgang-Goethe-Universität Frankfurt | für seine Dissertation (1996) zur “Laserdesorption von biologischen Makromolekülen aus Flüssigkeitsstrahlen”                                                                 |
| 1996 | Bernd Stahl                 | Institut für Medizinische Physik und Biophysik der Westfälischen Wilhelms-Universität Münster       | für seine Dissertation (1995) über die “Charakterisierung von biologisch relevanten Kohlenhydraten und Glucokonjugaten mittels MS in Verbindung mit anderen Analysemethoden” |
| 1995 | Barbara Remberg             | Institut für Organische Chemie der Universität Wien                                                 | für ihre Dissertation (1993) über “Untersuchungen zum Geruch von Opium” |
| 1994 | Martin Foltin               | Institut für Ionenphysik der Universität Innsbruck                                                  | für seine Dissertation (1993) über “Investigations on the Structure and Stability of Positively and Negatively Charged Cluster Ions”                                         |
|      | Reinhold Maeck              | Institut for Reference Materials and Measurements der Europäischen Union in Geel/Belgien            | für seine Dissertation (1992) über “Atomic Weight and Absolute Isotopic Composition of a Natural Iron Isotopic Reference Material”                                           |
| 1993 | Yang Wang                   | Institut für Anorganische Chemie der Universität Bremen                                             | für seine Dissertation (1992) über “A Fundamental Study of Magnetic and Electric Ion Traps”                                                                                  |
| 1992 | Detlev Suckau               | Institut für Analytische Chemie der Universität Konstanz                                            | für seine Dissertation (1991) über “Massenspektrometrische Methoden zur molekularen Charakterisierung von Oberflächentopographie und antigenen Determinanten in Proteinen”   |
| 1991 | Georg Bollen                | Institut für Physik der Johannes-Gutenberg-Universität Mainz                                        | für seine Dissertation (1989) über “Erste Messungen an instabilen Isotopen mit Hilfe einer Penningfalle”                                                                     |